# Ötztaler Alpen

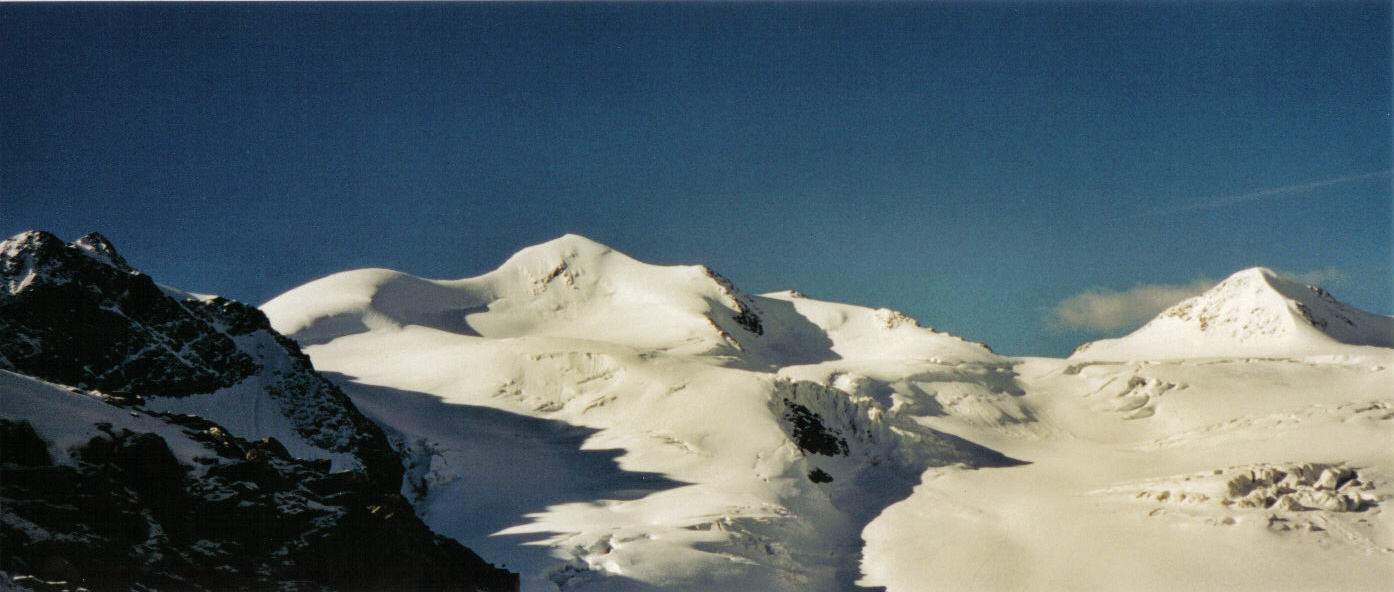
Wildspitze

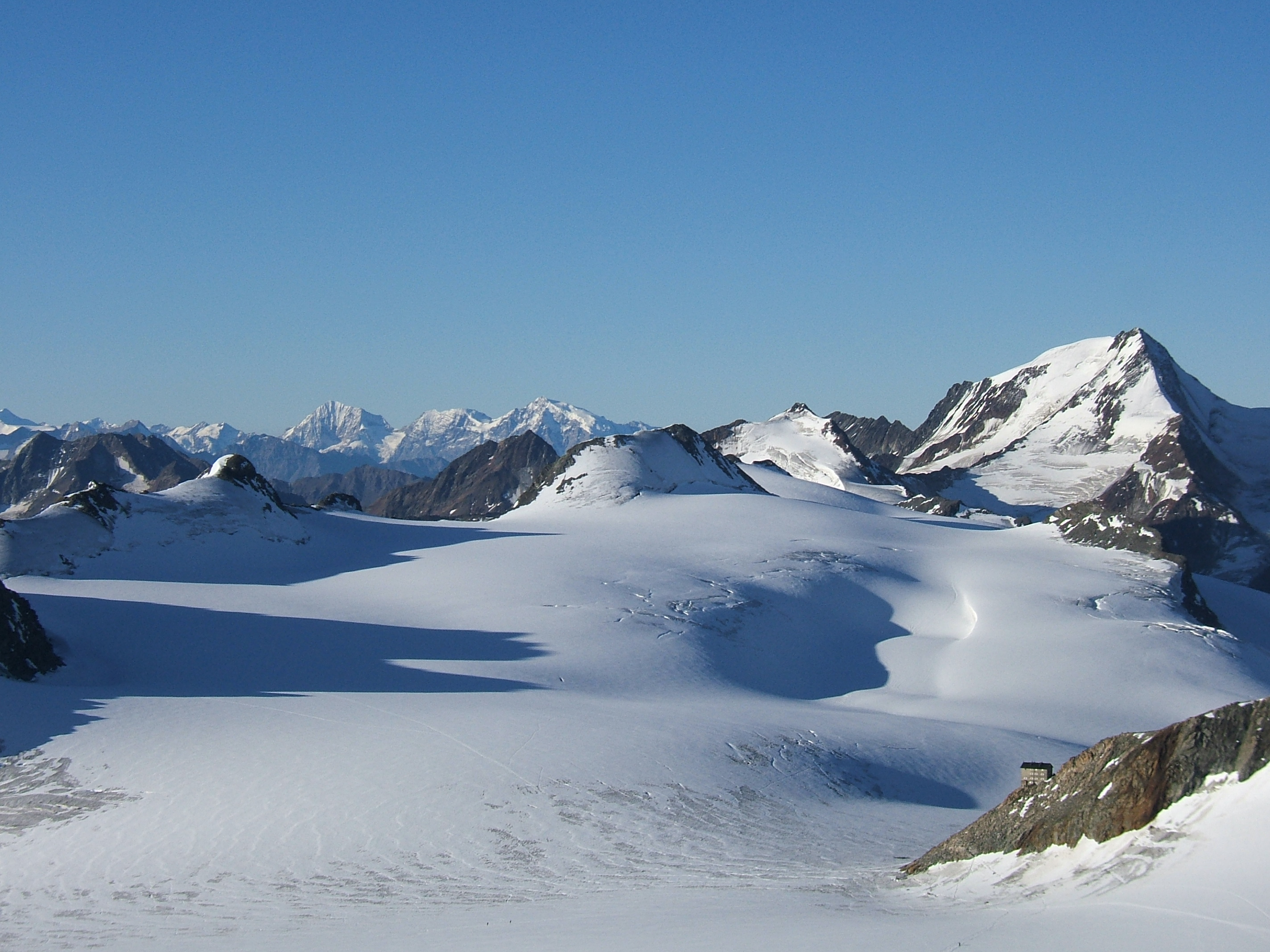
Gepatschferner und Weißkugel, vorn das Brandenburger Haus

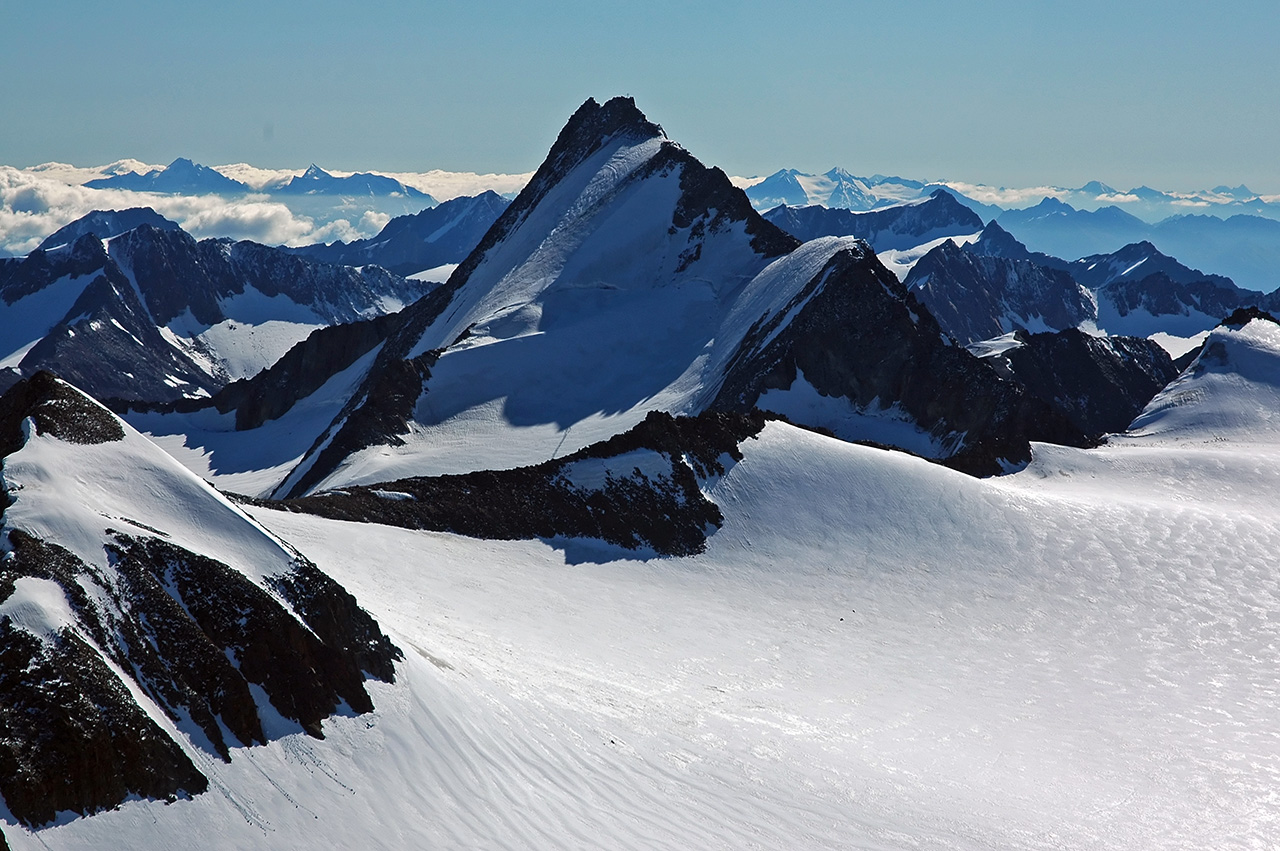
Hintere Schwärze

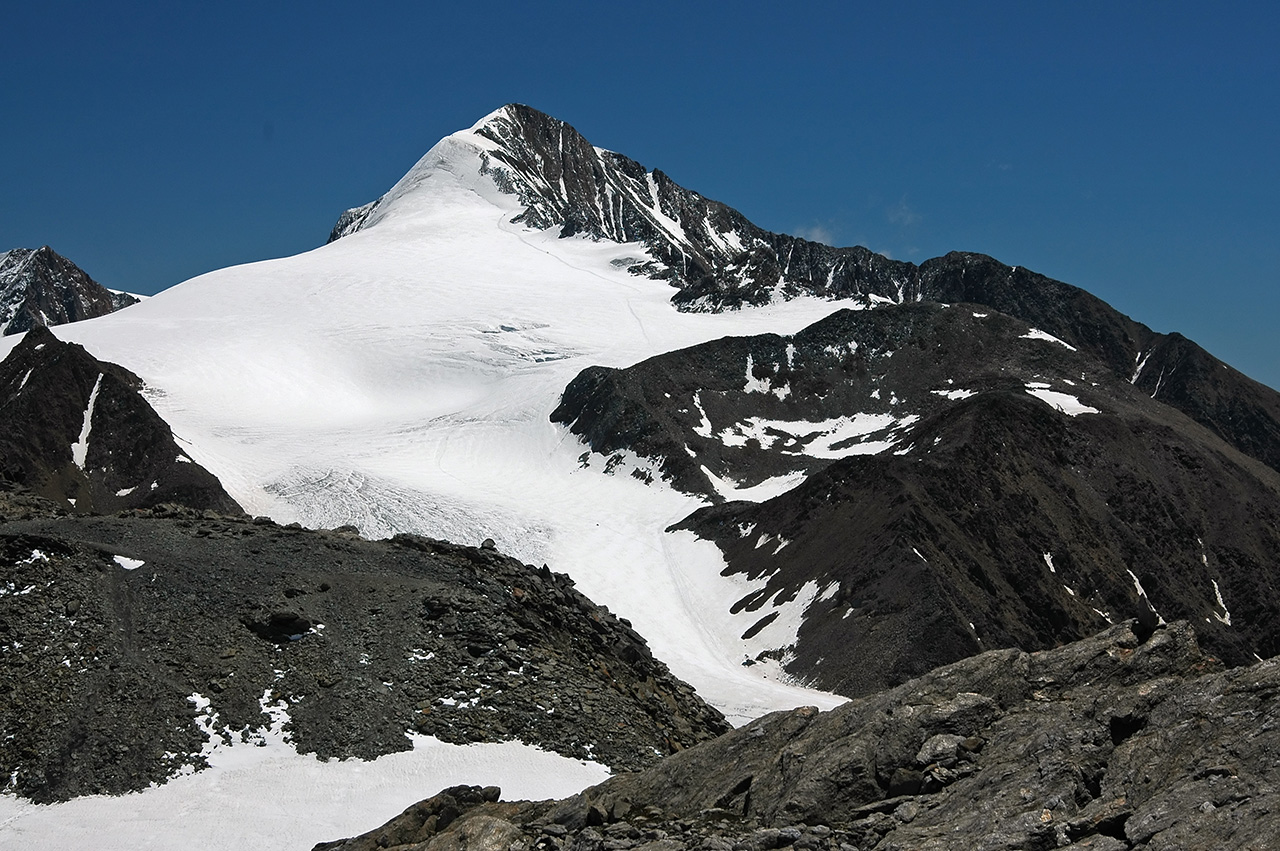
Similaun

Die Ötztaler Alpen (italienisch Alpi Venoste) sind Teil der zentralen Ostalpen und eine der größten Gebirgsgruppen der gesamten Ostalpen. Anteile haben Österreich mit dem Bundesland Tirol und Italien mit der Provinz Südtirol. Der höchste Gipfel der Ötztaler Alpen ist die Wildspitze (3768 m ü. A.). Der Alpenhauptkamm durchzieht die Gruppe jedoch weiter südlich über den Schnalskamm, dessen Hauptgipfel die mit 3738 m nur wenig niedrigere Weißkugel an der Grenze zwischen Nord- und Südtirol ist.
Die Ötztaler Alpen stellen die größte Massenerhebung der Ostalpen dar, ihre Vergletscherung ist beträchtlich. Zwar gibt es in der Berninagruppe, den Ortler-Alpen und in der Glocknergruppe noch etwas höhere Berge, doch weist keine dieser Gruppen eine so große Fläche in Höhenlagen über 3000 Meter auf wie die Ötztaler Alpen. Sie umfassen verschiedene Klimabereiche und eine vielfältige Topographie. Voll für den Tourismus erschlossenen Regionen, wie in der Umgebung von Sölden oder Meran im Burggrafenamt, stehen andere Gebiete, z. B. in den nördlichen Seitenkämmen oder im Südwestteil, gegenüber, die in einer ausgeprägten Abgeschiedenheit liegen.

## Benachbarte Gebirgsgruppen
Die Ötztaler Alpen grenzen an die folgenden anderen Gebirgsgruppen der Alpen:
- Lechtaler Alpen (im Norden von Österreich)
- Mieminger Kette (im Nordosten)
- Stubaier Alpen (im Osten)
- Sarntaler Alpen (im Südosten)
- Ortler-Alpen (im Süden)
- Sesvennagruppe (im Westen)
- Samnaungruppe (im Nordwesten)

## Umgrenzung
Im Norden werden die Ötztaler Alpen begrenzt vom Oberinntal von der Einmündung der Sanna bei Landeck flussabwärts bis zur Einmündung der Ötztaler Ache. Im Osten trennt die Ötztaler Ache das Ötztal von der Einmündung in den Inn flussaufwärts bis Zwieselstein von den Stubaier Alpen mit Kühtai und dem Sellraintal ab. Weiter verläuft die Grenze über das Timmelsjoch und abwärts durch das Passeiertal bis zur Mündung der Passer in die Etsch bei Meran. Im Süden bildet das obere Etschtal (Vinschgau) von der Einmündung der Passer flussaufwärts bis zum Reschenpass die natürliche Schranke zu den Ortler-Alpen. Von dort folgt im Westen und Nordwesten die Abgrenzung über Finstermünz bis zur Sanna-Mündung gegenüber Sesvennagruppe und dem Samnaun erneut dem Verlauf des Inns.
Das Timmelsjoch verbindet die Ötztaler Alpen mit den Stubaier Alpen, der Reschenpass leitet zur Sesvennagruppe über.

## Untergruppen
Der Alpenvereinsführer Ötztaler Alpen teilt die Gebirgsgruppe in die folgenden Untergruppen ein:
- Geigenkamm (höchster Berg: Hohe Geige, 3393 m)
- Kaunergrat (höchster Berg: Watzespitze, 3532 m)
- Glockturmkamm (höchster Berg: Glockturm, 3353 m)
- Nauderer Berge (höchster Berg: Mittlerer Seekarkopf, 3063 m)
- Weißkamm (höchster Berg: Wildspitze, 3768 m)
- Hauptkamm, bestehend aus Schnalskamm und Gurgler Kamm sowie den beiden vom Schnalskamm nach Norden abgehenden Seitenkämmen Kreuzkamm und Ramolkamm (höchster Berg: Weißkugel, 3739 m)
- Texelgruppe (höchster Berg: Roteck, 3336 m)
- Saldurkamm (höchster Berg: Schwemser Spitze, 3459 m)
- Planeiler Berge (höchster Berg: Äußerer Bärenbartkogel, 3473 m)

## Gipfel
Die 10 höchsten Gipfel der Ötztaler Alpen:
- Wildspitze, 3768 m[1] oder 3770 m[2]
- Weißkugel, 3738 m
- Hinterer Brochkogel, 3635 m
- Hintere Schwärze, 3628 m
- Similaun, 3599 m[1] (3606 m[3])
- Vorderer Brochkogel, 3565 m
- Innerer Bärenbartkogel, 3557 m
- Ötztaler Urkund, 3556 m
- Östliche Marzellspitze, 3555 m
- Großer Ramolkogel, 3549 m[1]

Weitere Gipfel der Ötztaler Alpen:
In den Ötztaler Alpen gibt es knapp 700 benannte und mit Höhenkote versehene Gipfel. Zu den bekannteren gehören (geordnet nach der Höhe):
| - Schalfkogel, 3540 m - Watzespitze, 3537 m - Hochvernagtspitze, 3535 m - Weißseespitze, 3518 m - Mutmalspitze, 3522 m - Fineilspitze, 3514 m - Fluchtkogel, 3497 m (3500 m) - Firmisanschneid (auch Firmisanschneide), 3490 m - Hochwilde, 3480 m - Hinterer Seelenkogel, 3472 m - Karlesspitze, 3462 m - Kreuzspitze, 3455 m - Saldurspitze, 3433 m - Südliche Sexegertenspitze, 3428 m - Verpeilspitze, 3423 m - Hinterer Spiegelkogel, 3426 m - Gampleskogel, 3399 m - Hinterer Diemkogel, 3398 m - Hohe Geige, 3393 m - Taschachwand, 3358 m - Saykogel, 3360 m - Glockturm, 3353 m - Rofelewand, 3353 m - Puitkogel, 3345 m - Roteck, 3337 m - Granatenkogel, 3318 m | - Texelspitze, 3318 m - Manigenbachkogel, 3314 m - Stockkogel (Zirmkogel), 3276 m - Im Hintern Eis, 3270 m - Lodner, 3268 m - K2, 3253 m - Wassertalkogel, 3252 m - Zirmeggenkogel, 3229 m - Wurmtaler Kopf, 3225 m - Ampferkogel, 3183 m - Nederkogel, 3163 m - Mittagskogel, 3162 m - Gebhardspitze, 3118 m - Schermerspitze, 3116 m - Kirchenkogel, 3113 m - Luibiskogel, 3112 m - Innerer Grieskogel, 3107 m - Reiserkogel, 3082 m - Wurmkogel, 3082 m - Hundstalkogel, 3080 m - Fundusfeiler, 3079 m - Königskogel, 3050 m - Geislacher Kogel, 3050 m - Wildes Mannle, 3023 m - Wildgrat, 2971 m - Venet, 2512 m |

Der Hauptkamm der Ötztaler Alpen bildet gleichzeitig den Alpenhauptkamm in diesem Gebiet. Entlang diesem verläuft auch die Staatsgrenze zwischen Österreich und Italien.
Im Hauptkamm liegt zwischen Fineilspitze und Similaun das Tisenjoch (46° 47′ N, 10° 51′ O), wo im September 1991 der Mann vom Tisenjoch („Ötzi“) gefunden wurde.
Von Norden her dringen drei Täler weit in das Gebirgsmassiv vor: das Kaunertal, das Pitztal und das Venter Tal. Im Süden ist das Schnalstal eingebettet. In allen diesen Tälern sind große bekannte Skigebiete angesiedelt, im Kaunertal (Gepatschstausee) und im Schnalstal auch Stauseen zur Gewinnung von elektrischer Energie. In den begrenzenden Tälern liegen mit Sölden, Obergurgl, Nauders und anderen ebenfalls größere Skigebiete.

## Vergletscherung
Die Ötztaler Alpen sind in den Hochlagen stark vergletschert. Die Gletscher werden hier traditionell Ferner genannt, eine Bezeichnung, die auf das Wort Firn zurückgeht. Insbesondere in den nördlich exponierten Tälern liegen einige ausgedehnte Talgletscher, die zu den größten in Österreich gehören, allen voran der fast 17 km² große Gepatschferner. Im Zuge der globalen Erwärmung ist die vergletscherte Fläche jedoch stark rückläufig. Sie ging von 144,2 km² im Jahr 1969 über 126,6 km² (1997) auf 116,1 km² im Jahr 2006 zurück.
Bedeutende Gletscher der Ötztaler Alpen sind:
- im Pitz- und Kaunertal

Taschachferner, Sexegertenferner, Seekarlesferner, Schweikertferner, Gepatschferner, Weißseeferner
- im Venter Tal

Latschferner, Spiegelferner, Firmisanferner, Diemferner, Schalfferner, Marzellferner, Similaunferner, Niederjochferner, Hochjochferner, Hintereisferner, Kesselwandferner, Guslarferner, Vernagtferner, Mitterkarferner, Rofenkarferner
- im Gurgler Tal und an der Westseite des Ötztales

Gaißbergferner, Rotmoosferner, Langtalerferner, Gurgler Ferner, Rettenbachferner, Innerer Pirchlkarferner, Hauer Ferner
- in Südtirol

Langtauferer Ferner, Bärenbartferner, Matscher Ferner, Freibrunner Ferner, Planeilferner

## Schutzgebiete
Im Tiroler Teil der Ötztaler Alpen gibt es die folgenden Schutzgebiete:
- Naturschutzgebiet Fließer Sonnenhänge, eingerichtet 2001, Größe 88,84 ha
- Ruhegebiet Ötztaler Alpen, eingerichtet 1987, Neuverordnung von 1997, Größe 394,7 km²
- Landschaftsschutzgebiet Riegetal, eingerichtet 2003, Größe 413,88 ha
- Landschaftsschutzgebiet Arzler Pitzeklamm, eingerichtet 2003, Größe 31,3 ha
- Naturpark Kaunergrat-Pitztal-Kaunertal, eingerichtet 2003. Eine Besonderheit der Tiroler Naturgesetzgebung ist, dass als Naturpark nur bereits bestehende Schutzgebiete zusätzlich ausgewiesen werden können. Der Naturpark Kaunergrat-Pitztal-Kaunertal umfasst die Schutzgebiete "Fließer Sonnenhänge", "Arzler Pitzeklamm" und "Riegetal".
- Naturwaldreservat Pitzeklamm, 19,5 ha, innerhalb des Landschaftsschutzgebiets Arzler Pitzeklamm
- Naturwaldreservat St. Leonhard im Pitztal, Größe 17,45 ha
- Seit 2007 werden die im Gemeindegebiet von Sölden liegenden Teile der Ruhegebiete Ötztaler Alpen und Stubaier Alpen mit dem Naturdenkmal Obergurgler Zirbenwald und den Naturwaldreservaten im Windachtal zum 380 km² großen Naturpark Ötztal zusammengefasst.

Im Südtiroler Teil der Ötztaler Alpen gibt es die folgenden Schutzgebiete:
- Naturpark Texelgruppe, eingerichtet 1976, Größe 334,3 km²

## Tourismus

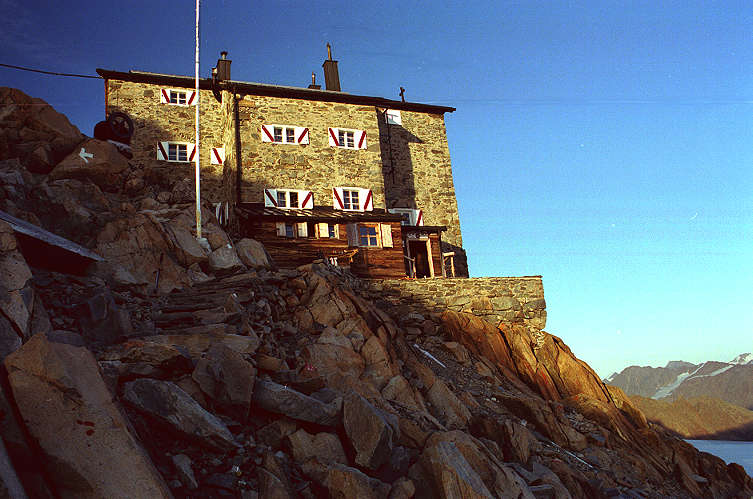
Brandenburger Haus

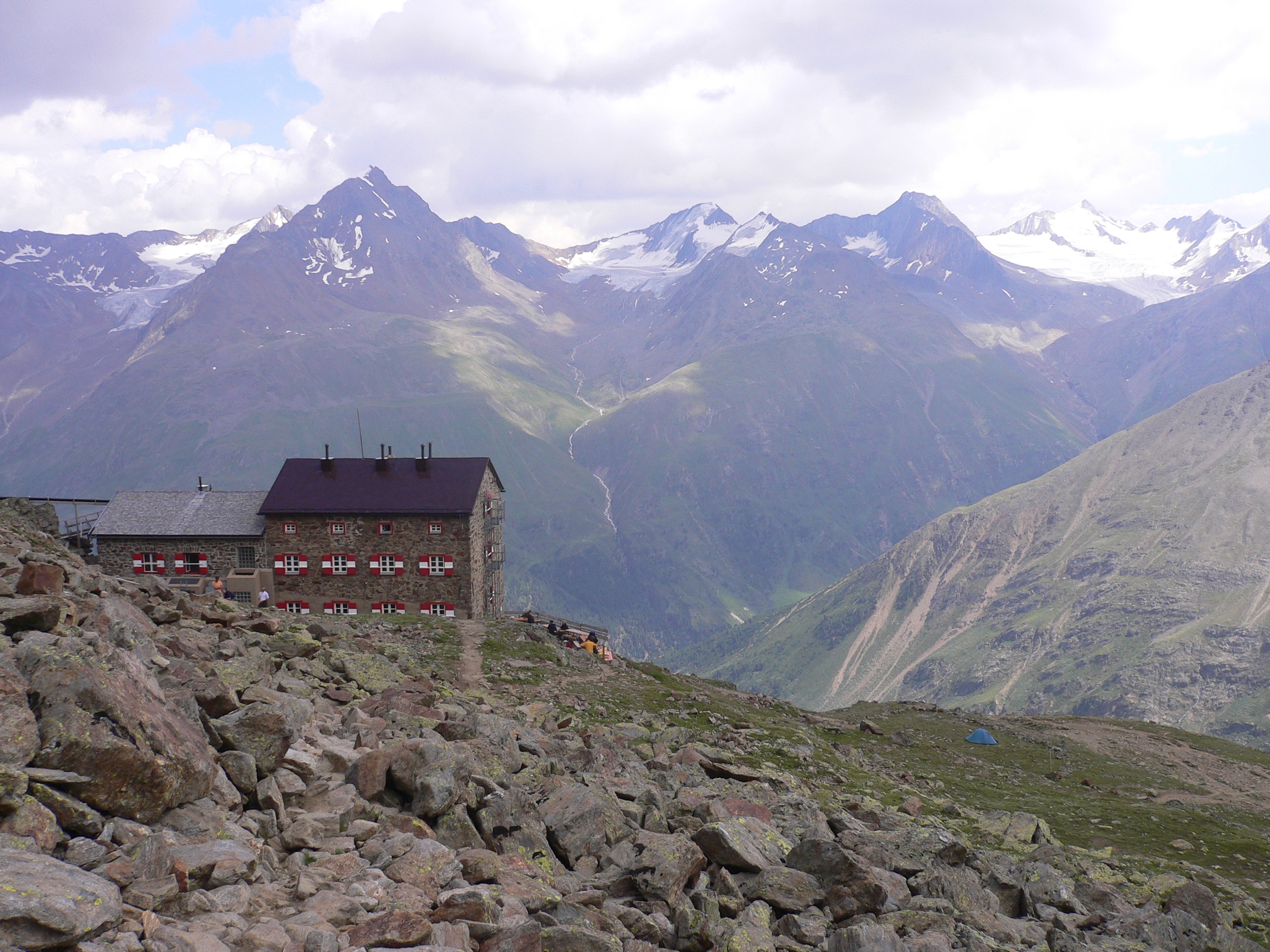
Breslauer Hütte

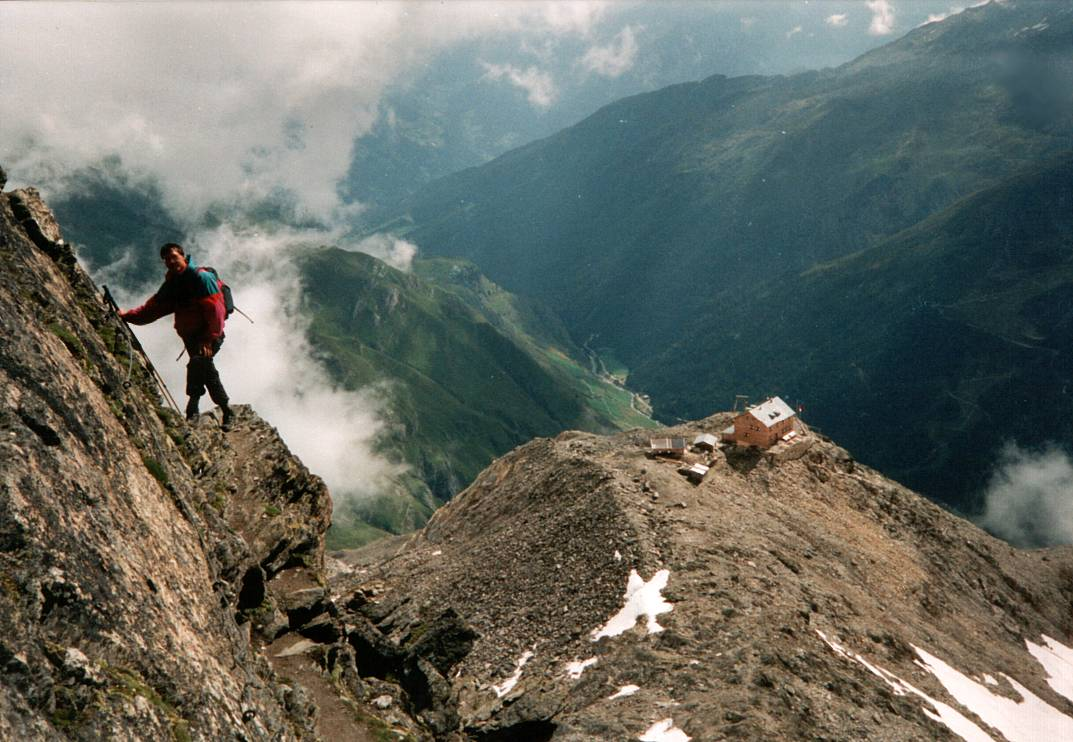
Blick zur Zwickauer Hütte am Hinteren Seelenkogel

### Alpenvereinshütten
In den Ötztaler Alpen gibt es die folgenden Hütten:
- Anton-Renk-Hütte bei Ried
- Brandenburger Haus bei Vent
- Stalderhütte in Jerzens
- Braunschweiger Hütte bei Mittelberg
- Breslauer Hütte bei Vent
- Rüsselsheimer Hütte bei Plangeroß (vormals neue Chemnitzer Hütte)
- Erlanger Hütte bei Umhausen
- Forchheimer Biwak bei Roppen
- Gepatschhaus bei Feichten
- Unterkunft am Hauersee bei Umhausen
- Hochganghaus
- Hochjochhospiz bei Vent
- Hochwildehaus bei Obergurgl
- Hohenzollernhaus bei Pfunds
- Kaunergrathütte bei Plangeroß
- Langtalereckhütte (Karlsruher Hütte) bei Obergurgl
- Ludwigsburger Hütte bei Zaunhof (vormals Lehnerjochhütte)
- Martin-Busch-Hütte bei Vent
- Nauderer Hütte bei Nauders
- Ramolhaus bei Obergurgl
- Rauhekopfhütte bei Feichten
- Rheinland-Pfalz-Biwak bei Mittelberg
- Riffelseehütte bei Mittelberg
- Selber Haus bei Arzl
- Taschachhaus bei Mittelberg
- Vernagthütte bei Vent
- Verpeilhütte bei Feichten
- Stettiner Hütte
- Talhütte Zwieselstein bei Zwieselstein
- Zwickauer Hütte oder Planfernerhütte

### Fern-/Weitwanderwege
Die Via Alpina, ein grenzüberschreitender Weitwanderweg mit fünf Teilwegen durch die ganzen Alpen, verläuft auch durch die Ötztaler Alpen.
Der Gelbe Weg der Via Alpina verläuft mit neun Etappen durch die Ötztaler Alpen wie folgt:
- Etappe B28 verläuft von der Meraner Hütte zum Hochganghaus
- Etappe B29 verläuft vom Hochganghaus zur Jausenstation Patleid
- Etappe B30 verläuft von der Jausenstation Patleid nach Karthaus
- Etappe B31 verläuft von Karthaus zur Similaunhütte am Niederjoch (dies ist die höchste Stelle aller Etappen der Via Alpina)
- Etappe B32 verläuft von der Similaunhütte nach Vent über die Martin-Busch-Hütte (am Beginn Abstecher zur Fundstelle des "Ötzi")
- Etappe B33 verläuft von Vent nach Zwieselstein über den Paramosteig zum Tiefenbachferner
- Etappe B34 verläuft von Zweiselstein zur Braunschweiger Hütte über das Pitztaler Jöchl
- Etappe B35 verläuft von der Braunschweiger Hütte nach Wenns (Busbenutzung von Mittelberg bis Wenns)
- Etappe B36 verläuft von Wenns nach Zams am Inn über den Venet